# Vira-folha-pardo
O vira-folha-pardo (nome científico: Sclerurus caudacutus) é uma espécie de ave passeriforme da família dos furnariídeos (Furnariidae). Pode ser encontrada na Bolívia, Brasil, Colômbia, Equador, Guiana Francesa, Guiana, Peru, Suriname e Venezuela. O seu habitat natural são as florestas tropicais úmidas de baixa altitude.

## Etimologia
O nome do gênero Sclerurus é formado pelo grego sklērós (σκληρός), "duro", e -oúra (ούρα), "cauda", e o epíteto específico Caudacuta / caudacutus é formado pelo latim cauda, "cauda", e acutus, "pontuda, afiada".

## Taxonomia e sistemática
A taxonomia do vira-folha-pardo é incerta. O Comitê Ornitológico Internacional (COI) e o Manual de Aves do Mundo (HBW) da BirdLife International atribuem-lhe seis subespécies:
- S. c. caudacutus (Vieillot, 1816)
- S. c. insignis Zimmer, J.T., 1934
- S. c. brunneus Sclater, P.L., 1857
- S. c. pallidus Zimmer, J.T., 1934
- S. c. umbretta (Lichtenstein, M.H.C., 1823)
- S. c. caligineus Pinto, 1954

A taxonomia de Clements não reconhece S. c. caligineus, mas inclui S. c. olivascens, que o Birds of the World online do Laboratório Cornell de Ornitologia afirma que "provavelmente representa variação clinal dentro de brunneus". O vira-folha-cearense (Sclerurus cearensis) foi previamente entendido como subespécie, mas um estudo genético conduzido por D'Horta et al. (2011) apoiou sua adoção como espécie plena pelo Comitê Brasileiro de Registros Ornitológicos. A subespécie insignis, descrita para uma única localidade, é de validade questionável. O vira-folha-pardo e o vira-folha-escamoso (A. guatemalensis) são espécies irmãs.

## Descrição
Os vira-folhas-pardos são os membros mais escuros e opacos do gênero Sclerurus. São aves pequenas, roliças e terrícolas, com plumagem escura e cauda e pernas curtas. Medem entre 16 e 18 centímetros de comprimento e pesam de 34 a 42 gramas. Machos e fêmeas são semelhantes. A subespécie nominal, S. c. caudacutus, possui face escura e rufa com leve efeito de vieira no malar, coroa marrom-escura de aparência recortada, dorso marrom-avermelhado escuro e cauda preto-fuligem, sem contraste marcante com o restante do corpo. As asas são igualmente marrom-avermelhadas escuras. A garganta é esbranquiçada, com penas marrons que lhe conferem um aspecto escamoso. Outras espécies simpátricas podem ser diferenciadas pela coloração da garganta: o vira-folha-de-bico-curto (Sclerurus rufigularis) tem garganta avermelhada e bico curto; o vira-folha-de-peito-canela (Sclerurus mexicanus), garganta canela e bico curvado para baixo; e o vira-folha-de-garganta-cinza (Sclerurus albigularis) apresenta garganta cinza-pálida cercada por faixa canela e bico reto.
O peito do vira-folha-pardo é rufescente escuro e as demais partes inferiores são marrom-escuras. A íris varia de marrom a marrom-escura; o bico é longo, reto, com maxila preta a marrom-escura e mandíbula bicolor, cuja porção inferior é ligeiramente voltada para cima na ponta. As pernas e os pés são pretos a marrom-escuros. Os juvenis são um pouco mais escuros que os adultos e apresentam menor área esbranquiçada na garganta. As subespécies diferem sutilmente entre si: S. c. insignis tem partes superiores menos ruivas e mais opacas; S. c. brunneus é ligeiramente mais pálida e olivácea, com garganta menos contrastante e, às vezes, pernas avermelhadas; S. c. pallidus exibe plumagem mais clara, garganta esbranquiçada com pontas escuras e face marrom-ocre; S. c. umbretta tem garganta semelhante à de pallidus, mas peito mais opaco; e S. c. caligineus apresenta coloração ainda mais escura do que a subespécie nominal.

## Distribuição e habitat
As descrições da distribuição das várias subespécies são complicadas pelas diferentes abordagens taxonômicas do COI e de Clements, e ainda mais complicadas pelo relato em Birds of the World, do Laboratório Cornell. De acordo com o COI, as subespécies do vira-folhas-pardo são encontradas assim:
- S. c. caudacutus, Guianas
- S. c. insignis, sul da Venezuela e norte do Brasil
- S. c. brunneus, do sudeste da Colômbia ao sul, através do leste do Equador, até o leste do Peru e a leste, até o oeste da Amazônia brasileira e norte da Bolívia
- S. c. pallidus, centro-norte do Brasil, ao sul da Amazônia
- S. c. umbretta, sul da Amazônia brasileira
- S. c. caligineus, leste do Brasil

De acordo com Clements, as subespécies em sua lista estão distribuídas assim:
- S. c. caudacutus, Guianas
- S. c. insignis, "Sul da Venezuela (Amazonas e Bolívar) e adjacentes ao norte do Brasil"
- S. c. brunneus, do sudeste da Colômbia, passando pelo leste do Equador até o Peru e a leste até o oeste da Amazônia brasileira (excluindo a Bolívia da IOC)
- S. c. olivascens, "leste do Peru (Aiacucho) até o extremo norte da Bolívia (Pando)"
- S. c. pallidus, norte do Brasil ao sul do Amazonas, entre os rios Madeira e Capim
- S. c. umbretta, litoral leste do Brasil, entre Alagoas e Espírito Santo

O livro Birds of the World, de Cornell, utiliza a taxonomia de Clements, mas apresenta descrições de distribuição um pouco diferentes:
- S. c. caudacutus, Guianas e região centro-norte do estado brasileiro do Amapá
- S. c. insignis, norte do Brasil, ao norte do Rio Amazonas no noroeste do Pará e "talvez mais difundido"
- S. c. brunneus, (como Clements) do sudeste da Colômbia, passando pelo leste do Equador até o Peru e a leste até o oeste da Amazônia brasileira
- S. c. olivascens, (como Clements) "do leste do Peru (Aiacucho) ao extremo norte da Bolívia (Pando)"
- S. c. pallidus, centro do Brasil, ao sul da Amazônia, entre o Rio Madeira e o oeste do Maranhão
- S. c. umbretta, (como Clements) litoral leste do Brasil entre Alagoas e Espírito Santo

No Brasil, em especial, está presente nos estados do Acre, Alagoas, Amapá, Amazonas, Espírito Santo Maranhão, Mato Grosso, Pará, Rondônia e Roraima, nos bioma da Amazônia e Mata Atlântica. Possivelmente está extinto na Bahia. Em termos hidrográficos, está presente nas sub-bacias do Doce, da foz do Amazonas, do Gurupi, do litoral do Amapá, Alagoas, Pernambuco e Paraíba, do Madeira, do Mearim, do Negro, do Paru, do Purus, do Solimões, do Tapajós, do Baixo Tocantins, do Trombetas e do Xingu. Os limites geográficos de suas subespécies no Brasil são pouco compreendidos e requer mais estudos. S. c. caligineus é formalmente reconhecida apenas de três localidades em Alagoas (Jequiá da Praia, São Miguel dos Campos e Murici), enquanto S. c. umbretta ocorre apenas na Reserva Natural Vale, no Espírito Santo.
O vira-folha-pardo habita floresta perenifólia de baixada e floresta de terra firme. Estima-se que o território de um indivíduo ocupe 18 hectares. Em altitude, varia de perto do nível do mar até 1 100 metros (3 600 pés) no Brasil, abaixo de 500 metros (1 600 pés) na Venezuela, até 950 metros (3 100 pés) no Equador e até 500 metros (1 600 pés) na Colômbia. A subespécie S. c. umbretta habita do nível do mar até 500 metros (1 600 pés).

## Ecologia
O vira-folha-pardo é um residente durante todo o ano em toda a sua área de distribuição. Forrageia principalmente no chão, virando folhas, sondando o solo e coletando lixo e folhas secas enquanto salta em vez de caminhar. Geralmente forrageia sozinho ou em pares. Sua dieta de invertebrados inclui ovos de baratas, besouros, formigas e vermes anelídeos. Há também um registro de uma ave se alimentando de frutas caídas. A temporada de reprodução inclui junho no Peru, mas é sobremaneira desconhecida. Nidifica numa toca com uma xícara de folhas em uma câmara em sua extremidade. A toca é tipicamente escavada em um banco de terra. O tamanho da ninhada é de dois ovos e ambos os pais cuidam dos filhotes. Seu canto é "uma série de 10 a 12 notas altas, ressoantes e descendentes de 'kweet' ou 'whee'", geralmente iniciadas com um "trinado baixo e crepitante". Seu chamado é "um 'skweeup' agudo". São difíceis de observar, mas podem ser reconhecidos por seus chamados, principalmente ao amanhecer e ao anoitecer, quando são mais vocais.

## Conservação

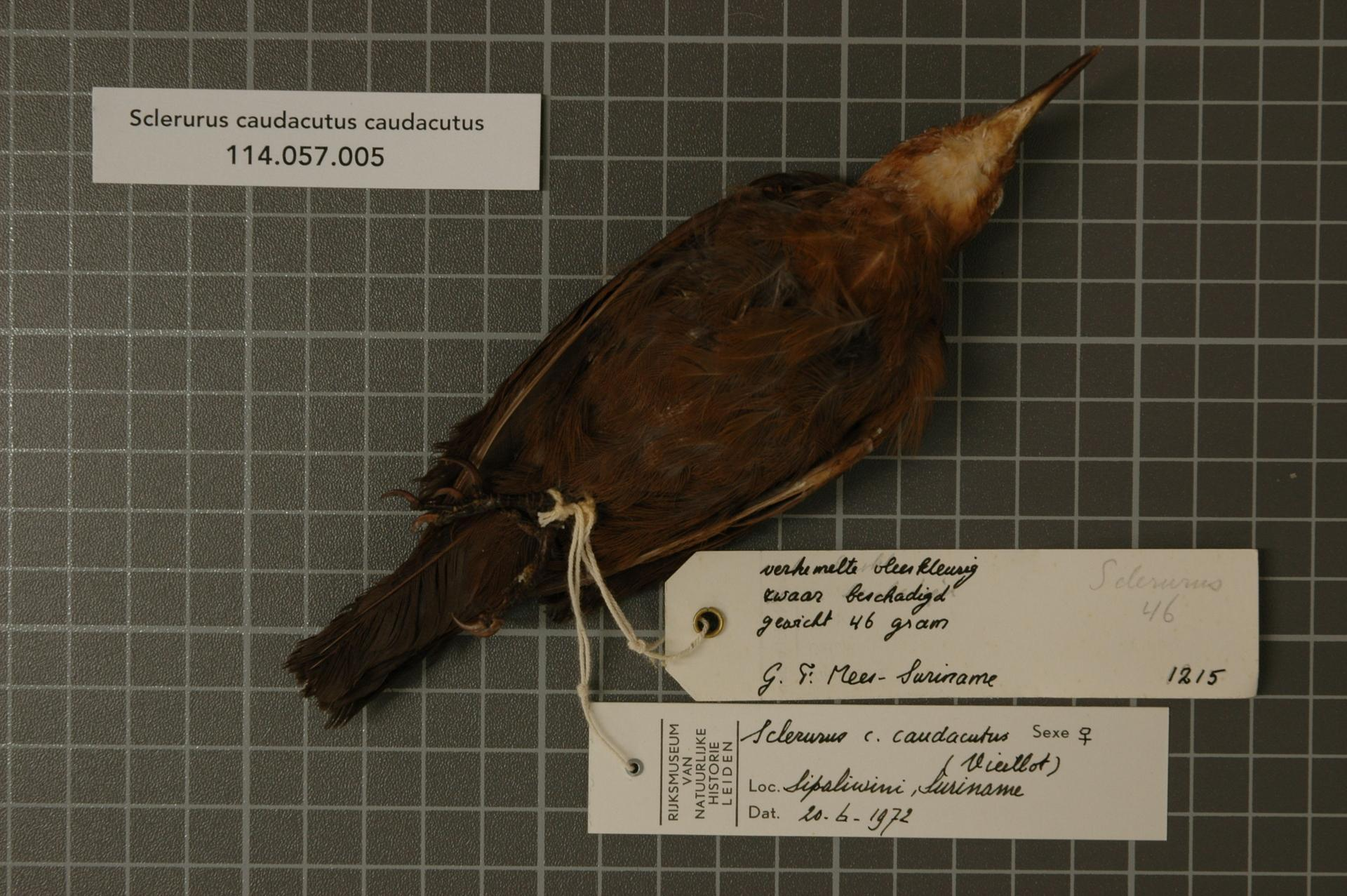
Espécime preservado no Museu de História Natural de Leida, nos Países Baixos

A União Internacional para a Conservação da Natureza (UICN) classifica o vira-folha-pardo como sendo de menor preocupação (LC), pois ocorre numa distribuição extremamente grande e não se aproxima dos limiares para Vulnerável sob o critério de tamanho de distribuição (segundo a IUCN, extensão de ocorrência < 20 mil quilômetros quadrados combinada com um tamanho de distribuição decrescente ou flutuante, extensão/qualidade do habitat ou tamanho populacional e um pequeno número de locais ou fragmentação severa). Sabe-se que suas populações estão em tendência decrescente, mas o declínio não é suficientemente rápido para se aproximar dos limiares para vulnerável (> 30% de declínio ao longo de dez anos ou três gerações) e sua população é muito grande, o que igualmente descaracteriza a classificação como vulnerável (< 10 mil indivíduos maduros com um declínio contínuo estimado em > 10% em dez anos ou três gerações, ou com uma estrutura populacional especificada).
Em 2005, o vira-folha-pardo foi classificado como criticamente em perigo na Lista de Espécies da Fauna Ameaçadas do Espírito Santo; em 2017, como em perigo na Lista Oficial das Espécies da Fauna Ameaçadas de Extinção do Estado da Bahia; e em 2018, como pouco preocupante na Lista Vermelha do Livro Vermelho da Fauna Brasileira Ameaçada de Extinção do Instituto Chico Mendes de Conservação da Biodiversidade (ICMBiO). No Pará, onde ocorre a subespécie S. c. pallidus, houve grande perda populacional no passado e há previsão de declínio no futuro. A subespécie S. c. umbretta foi classificada como criticamente em perigo (CR) por ser rara e restrita à Reserva Natural Vale. Sua população conta com menos de 50 indivíduos maduros, todos pertencentes a uma única subpopulação remanescente. Observa-se um declínio populacional contínuo, causado principalmente pela perda e fragmentação do habitat.
A subespécie S. c. caligeneus foi classificada como criticamente em perigo (CR), pois sabe-se que está extinta em duas das três localidades onde ocorre, apresentando um declínio contínuo tanto no número de subpopulações quanto de indivíduos maduros. Atualmente, é considerada rara, com toda a população remanescente isolada na Estação Ecológica de Murici, o que a torna vulnerável à endogamia. A extensão de ocorrência (EOO), calculada por meio do Mínimo Polígono Convexo (MPC), foi estimada em 14 quilômetros quadrados. No entanto, como a subespécie ocorre exclusivamente dentro da ESEC de Murici, a EOO foi ajustada com base na área total da unidade, de 60 quilômetros quadrados. A área de ocupação (AOO), determinada a partir dos registros recentes, é de apenas oito quilômetros quadrados. Tanto a EOO quanto a AOO vêm apresentando redução contínua, devido a extinções locais e à substituição progressiva da vegetação nativa por plantações de cana-de-açúcar, além da incidência de incêndios, que também têm contribuído para a degradação do habitat.

### Áreas de conservação
No Brasil, a espécie habita várias áreas de conservação:
Áreas de Proteção Ambiental (APA)
- Bacia do Rio Paraíba do Sul
- Murici
- Margem Esquerda do Rio Negro - Setor Aturiá-Apuauzinho
- Margem Esquerda do Rio Negro - Setor Tarumã Açu-Tarumã

Reservas Particulares do Patrimônio Natural (RPPN)
- Projeto Dinâmica Biológica de Fragmentos Florestais

Estações Ecológicas (ESEC)
- Terra do Meio
- Maracá
- Murici
- Jutaí-Solimões
- Grão-Pará

Florestas Nacionais (FLONA)
- Altamira
- Carajás
- Crepori
- Tapajós
- Itaituba II
- Mapiá-Inauini
- Pau-Rosa
- Tapirapé-Aquiri
- Trairão

Parques Nacionais (PARNA)
- Amazônia
- Campos Amazônicos
- Jaú
- Mapinguari
- Montanhas do Tumucumaque
- Nascentes do Lago Jari
- Pacaás Novos
- Serra da Mocidade
- Serra do Divisor

Reservas Biológicas (REBIO)
- Gurupi
- Jaru
- Tapirapé
- Uatumã

Reservas Extrativistas (RESEX)
- Auati-Paraná
- Cazumbá-Iracema
- Rio Cajari
- Tapajós-Arapiuns

Florestas Estaduais (FLOTA)
- Faro
- Paru
- Trombetas

Terras Indígenas e Outras Unidades
- Cué Cué/Marabitanas
- Igarapé Lourdes
- Mamoadate
- Médio Rio Negro I
- Sai-Cinza
- Uru-Eu-Wau-Wau